# Saint-Vougay
Saint-Vougay település Franciaországban, Finistère megyében. Lakosainak száma 879 fő (2022. január 1.). Saint-Vougay Cléder, Lanhouarneau, Plougar, Plounévez-Lochrist, Plouzévédé, Saint-Derrien és Tréflaouénan községekkel határos.

## Népesség
A település népessége az elmúlt években az alábbi módon változott:
| Lakosok száma | 859  | 812  | 801  | 895  | 916  | 903  | 904  | 893  | 887  | 879  |
|               | 1968 | 1982 | 1990 | 2006 | 2013 | 2015 | 2017 | 2019 | 2020 | 2022 |